# Thor (film, 2011)
Thor je ameriški superjunaški film iz leta 2011, ki temelji na istoimenskem liku iz Marvelovih stripov. Produciral ga je Marvel Studios, distribuiral pa Paramount Pictures in je četrti film v filmskem vesolju Marvel (MCU). Film je režiral Kenneth Branagh, scenarij pa so napisali Ashley Edward Miller, Zack Stentz in Don Payn. V filmu igrajo Chris Hemsworth, Natalie Portman, Tom Hiddleston, Stellan Skarsgård, Kat Dennings, Clark Gregg, Colm Feore, Ray Stevenson, Idris Elba, Jaimie Alexander, Rene Russo in Anthony Hopkins. V filmu je Thor po ponovnem izbruhu mirujoče vojne izgnan iz Asgarda na Zemljo, pri tem pa so mu odvzete moči in njegovo kladivo Mjölnir. Ko pa njegov brat Loki načrtuje prevzem asgardskega prestola, ga mora Thor ustaviti.
Sam Raimi je prvič naredil načrt za razvoj filma o Thorju leta 1991, a je projekt kmalu opustil in se z njim ni več okvarjal. V tem času so pravice prevzemali različni filmski studiji, dokler Marvel leta 2006 ni podpisal pogodbe z Markom Protosevichem za razvoj projekta ter načrtoval financiranje in izdajo prek Paramounta. Matthew Vaughn je bil najet za režiserja filma, ki je datum izida filma sprva napovedal leta 2010. Ko pa so Vaughna leta 2008 zamenjali z Branaghunom, so izid filma prestavili na leto 2011. Igralska zasedba je bila najeta leta 2009, snemanje pa je potekalo v Kaliforniji in Novi Mehiki od januarja do maja 2010. 
Thor je bil premierno predvajan v Sydneyju 17. aprila 2011, v Združenih državah pa je bil izdan 6. maja kot del prve faze MCU. Film je prejel pozitivne ocene kritikov in bil finančno uspešen, saj je po vsem svetu zaslužil 449,3 milijona dolarjev. Izdana so bila tri nadaljevanja: Thor: Svet teme (2013), Thor: Ragnarok (2017) in Thor: Ljubezen in grom (2022).

## Vsebina
Leta 965 po Kr. Odin, kralj Asgarda, vodi vojno proti ledenim velikanom iz Jotunheima in njihovemu vodji Laufeyu, da bi jim preprečil osvojitev devetih kraljestev, začenši z Zemljo. Asgardijci premagajo ledene velikane in zasedejo vir njihove moči, skrinjico starodavnih zim.
V današnjem času se Odinov sin Thor pripravlja, da prevzame asgradski prestol, vendar pa to prekinejo ledeni velikani, ki jih na skrivaj vodi njegov brat Loki, kateri poskušajo pridobiti skrinjico. Proti Odinovemu ukazu Thor odpotuje v Jotunheim, da bi se soočil z Laufeyem, v spremstvu Lokija, prijatelja Sifa in trojice bojevnikov: Volstagga, Fandrala in Hoguna. Sledi bitka, dokler Odin ne posreduje, da bi rešil Asgardijce in prekinil premirje med obema rasama. Kot kazen za Thorjevo arogantnost Odin svojega sina razlgasi za nevrednega, mu odvzame moči in ga izžene na Zemljo kot smrtnika, skupaj z njegovim kladivom Mjölnir, ki je zdaj zaščiten s čarovnijo, katera dovoljuje, da ga uporabljajo le vredni.
Thor pristane v Novi Mehiki, kjer ga najdejo astrofizičarka dr. Jane Foster, njena pomočnica Darcy Lewis in mentor dr. Erik Selvig. Lokalno prebivalstvo odkrije Mjölnir, in S.H.I.E.L.D. agent Phil Coulson ga kmalu naroči izkopati, preden pridobi Fosterjine podatke o črvini, ki je Thorja pripeljala na Zemljo. Ko Thor izvede za Mjölnirjevo bližnjo lokacijo, ga poskuša pridobiti iz objekta, ki ga je S.H.I.E.L.D. sestavil in ga poskuša dvigniti, vendar tega ne more storiti, zaradi česar ostane ujet. S Selvigovo pomočjo je osvobojen in se sprijazni z izgnanstvom na Zemlji, medtem ko se med njim in Fosterjevo splete romanca.
Medtem pa Loki ugotovi, da je on v resnici Laufeyev biološki sin, ki ga je Odin posvojil po koncu vojne. Loki se sooči z Odinom, ki utrujen pade v globok spanec, da si povrne moč. Loki tako prevzame prestol namesto Odina in ponudi Laufeyju priložnost, da ubije Odina in vrne skrinjico. Sif in trije bojevniki, nezadovoljni z Lokijevo vladavino, poskušajo Thora pripeljati iz izgnanstva in prepričati Heimdalla, da jim omogoči prehod na Zemljo. Loki, ki se zaveda njihovega načrta in to posumi, pošlje Uničevalca, na videz neuničljivega, da jih zasleduje in ubije Thora. Bojevniki najdejo Thora, vendar jih Uničevalec napade in premaga, zaradi česar se Thor sam spopade z njim. Za Thora, ki ga je udaril Uničevalec in se pri tem hudo poškodoval, se izkaže, da je vreden, da uporabi Mjölnir. Kladivo se vrne k njemu, mu povrne moč in mu omogoči premagati Uničevalca. Thor in Jane se nato poljubita v slovo, preden on odide s svojimi Asgardci, da bi se soočil z Lokijem.
V Asgardu Loki ubije Laufeya. Thor prispe in Loki razkrije svoj načrt za uničenje Jotunheima z mostom Bifröst. Thor se spopade z Lokijem, preden uniči most Bifröst, da bi tako preprečil Lokijev načrt. Odin se nato prebudi in prepreči bratoma, da bi oba padla v brezno, ki je nastalo po uničenju mostu; ko Odin zavrne Lokijeve prošnje, da mu odpusti, se Loki izpusti in pade v brezno. Thor se nato pobota z Odinom in prizna, da ni pripravljen postati kralj in čuti željo po tem, da bi videl Jane. Medtem pa na Zemlji Fosterjeva in njena ekipa iščejo način, kako odpreti portal, da bi tako prišli v Asgard.
V prizoru po koncu filma Selviga odpeljejo v S.H.I.E.L.D. objekt, kjer Nick Fury odpre aktovko in ga prosi, naj preuči skrivnostni predmet v obliki kocke,za katerega Fury meni, lahko vsebuje neizmerno moč. Nevidni Loki, ki je preživel njegov padec in prispel na Zemljo, pa na skrivaj nagovori Selviga, da se s tem strinja.

## Vloge
- Chris Hemsworth – Thor
- Natalie Portman – Jane Foster
- Tom Hiddleston – Loki
- Stellan Skarsgård – Erik Selvig
- Kat Dennings – Darcy Lewis
- Clark Gregg – Phil Coulson
- Colm Feore – Laufey
- Ray Stevenson – Volstagg
- Idris Elba – Heimdall
- Jaimie Alexander – Sif
- Rene Russo – Frigga
- Anthony Hopkins – Odin